# Баттаи, Шугар Катинка
Шугар Катинка Баттаи (венг. Battai Sugár Katinka; род. 17 апреля 2003, Дебрецен) — венгерская фехтовальщица на саблях, двукратная чемпионка мира, бронзовый призёр III Европейских игр 2023 года, бронзовый призёр чемпионата Европы 2025 года. Участница летних Олимпийских игр 2020 и 2024 годов.

## Биография
Шугар Баттаи родилась 17 апреля 2003 года в Дебрецене.
В 2021 году приняла участие в соревнованиях саблисток на летних Олимпийских играх в Токио. Принимала участие в командном турнире саблисток в составе Венгрии.
На чемпионате мира 2022 года в Каире заняла первое место в командном турнире в составе Венгрии. Через год в Милане на чемпионате мира повторила свой успех, став двукратной чемпионкой мира.
На III Европейских играх в Кракове в 2023 году в командном турнире саблисток в составе Венгрии завоевала бронзовую медаль.
На летних Олимпийских играх 2024 года в Париже в командном турнире саблисток Баттаи фехтовала в составе венгерской четвёрки. По итогам соревнований Венгрия заняла шестое место.
В 2025 году на чемпионате Европы в Генуе завоевала бронзовую медаль в индивидуальных соревнованиях саблисток. В полуфинале уступила сопернице из Франции Саре Нуча (9:15).